# Зеленев, Евгений Ильич
Евге́ний Ильи́ч Зеленев (род. 25 мая 1955 года в Дрездене, ГДР) — российский историк-арабист, доктор исторических наук (2000), профессор (2002). В 2005—2012 гг. — декан Восточного факультета СПбГУ, с 2013 г. — профессор Санкт-Петербургской школы социальных наук и востоковедения, с 2014 г. — руководитель Департамента востоковедения и африканистики, с 2022 г. — директор Института востоковедения и африканистики НИУ «Высшая школа экономики».

## Биография
Евгений Зеленев родился 25 мая 1955 года в Дрездене.
Позднее его семья жила в Ленинграде; в 1972 году Евгений закончил англо-математическую 157-ю школу. Поступив на отделение истории арабских стран Восточного факультета Ленинградского университета, окончил его в 1978 году по специальности «востоковед-историк» (история арабских стран). С 1978 года работал в этом же университете в должностях ассистента, доцента, профессора. 
В 1988 году Е. И. Зеленев защитил диссертацию на соискание учёной степени кандидата исторических наук (тема «Доктрина османизма и её роль в общественно-политической жизни Сирии (XIX — начало XX вв.)». В 2000 году защитил диссертацию на соискание учёной степени доктора исторических наук (тема «Государственное управление в Египте и Сирии в османский период (XVI — начало XX в.)»).
Во время стажировок в странах Ближнего Востока (Ирак, 1976—1977; Сирия, 1982—1983; Египет, 1993—1994) Е. И. Зеленев занимался исследовательской работой, изучал историю и культуру арабских стран.
В 2002 году Е. И. Зеленев стал профессором кафедры теории общественного развития стран Азии и Африки Восточного факультета Санкт-Петербургского государственного университета (СПбГУ); в течение ряда лет он возглавлял эту кафедру, а в 2005 году стал деканом Восточного факультета.
В июле 2012 года ректор СПбГУ Н. М. Кропачев не стал продлевать трудовое соглашение с Е. И. Зеленевым, и тот был смещён с должности декана, а затем был отстранён и от должности заведующего кафедрой, которую он возглавлял. Критики администрации СПбГУ считали, что действительной причиной отстранения Зеленева явилась его самостоятельность, вызвавшая недовольство ректората. В поддержку смещённого декана выступила сотрудников и студентов Восточного факультета, причём студенты провели публичную протестную акцию под лозунгом «За законность в СПбГУ!».
17 мая 2013 года кандидатуру Зеленева, выступившего с программой сохранения академической традиции выборности преподавателей в вузах и укрепления самостоятельности факультетов, на первом туре выборов декана Восточного факультета — на голосовании учёного совета факультета — поддержало 17 человек, а кандидатуру поддерживаемого Кропачевым директора Эрмитажа М. Б. Пиотровского — 14 человек. Но всё было окончательно решено 27 мая, когда учёный совет университета большинством голосов (122 против 47) высказался за назначение деканом Пиотровского. После этих событий Зеленев уволился из университета.
С 2013 года Е. И. Зеленев — профессор Санкт-Петербургской школы социальных и гуманитарных наук, с 2014 года — руководитель Департамента востоковедения и африканистики. В июне 2022 года присвоено почетное звание ординарного профессора НИУ ВШЭ с включением в состав Коллегии ординарных профессоров НИУ ВШЭ. С 1 сентября 2022 года назначен директором Института востоковедения и африканистики НИУ «Высшая школа экономики» в Санкт-Петербурге .
Почётный академик Академии наук Республики Башкортостан, почётный профессор Ханойского национального университета, Ереванского государственного университета. C 2012 года — член Совета Императорского Православного Палестинского Общества.

## Научная деятельность
Область научных интересов Е. И. Зеленева — история стран Ближнего и Среднего Востока, исламоведение, культурология, международные отношения. В своих трудах Е. И. Зеленев изучает, в частности, актуальные для XXI века вопросы глобального геокультурного синтеза и разрабатывает новую парадигму востоковедения, стратегической целью которой считает формирование на основе комплексного изучения истории и культуры стран Африки и Азии новой гуманитарной научной картины мира, которая необходима для гармоничного существования как всего человечества, так и каждой отдельной личности.

## Награды
- Медаль ордена «За заслуги перед Отечеством» II степени (январь 2010)[3]

## Публикации
Е. И. Зеленев является автором более 100 научных публикаций (включая 10 монографий). Среди них:
- Зеленев Е. И.  К вопросу о социальной организации городской элиты Ближнего Востока на рубеже XIX — XX вв // Вестник ЛГУ. Серия 2. — 1986. — Вып. 3.
- Зеленев Е. И. Османизм и его роль в общественно-политической жизни Сирии, вторая половина XIX — нач. XX вв. — Л.: Изд-во ЛГУ, 1990. — 98 с. — ISBN 971-36834-481.
- Зеленев Е. И. Египет: Средние века. Новое время. — СПб.: Изд-во СПбГУ, 1999. — 340 с. — ISBN 5-288-02170-8.
- Алексеева И. В., Зеленев Е. И., Якунин В. И. Геополитика в России: между Востоком и Западом (конец XVIII — начало XX в.). — СПб.: Изд-во СПбГУ, 2001. — 304 с. — ISBN 5-288-02942-3.
- Зеленев Е. И. Государственное управление, судебная система и армия в Египте и Сирии (XVI — начало XX века). — СПб.: Изд-во СПбГУ, 2003. — 419 с. — ISBN 5-288-02843-5.
- Зеленев Е. И. Египет. — СПб.: Изд-во СПбГУ, 2004. — 352 с. — (По странам мира). — ISBN 5-288-03351-X.
- Зеленев Е. И. Мусульманский Египет. — СПб.: Изд-во СПбГУ, 2007. — 370 с. — ISBN 978-5-288-03810-5.
- Зеленев Е. И. Концепция геокультурного пространства и поля в современной парадигме востоковедного научного знания. — СПб.: РХГА, 2010. — 67 с. — ISBN 978-5-88812-242-6.
- Зеленев Е. И. Постижение Образа мира. — СПб.: КАРО, 2012. — 336 с. — ISBN 978-5-9925-0773-7.
- Зеленев Е. И., Касевич В. Б., Мейер М. С., Оглоблин А. К., Образцов А. В. Концепции современного востоковедения. — СПб.: КАРО, 2013. — 464 с. — ISBN 978-5-9925-0864-2.